# Ulica Lipowa w Białymstoku
Ulica Lipowa – reprezentacyjna ulica centrum Białegostoku, biegnąca od rynku Kościuszki (róg ul. Spółdzielczej) do placu Niepodległości im. Romana Dmowskiego (róg ul. Krakowskiej).

## Pochodzenie nazwy
Nazwa ulicy pochodzi od rosnącego tu szpaleru lip w XVIII – XX wieku. Na przestrzeni wieków nazwa tej ekskluzywnej i reprezentacyjnej ulicy Białegostoku leżącej w centrum miasta przybierała różne nazwy; Choroska, Nowolipie, Lipowa, Józefa Piłsudskiego, Sowiecka, Lindenstrasse, Józefa Stalina aby ostatecznie po II wojnie światowej wrócić do swej pierwotnej nazwy – ul. Lipowa.

## Historia ulicy
Za narożną kamienicą (w jej miejscu stała niegdyś karczma „Pod Łabędziem”, należąca do Andruszki – kochanki Jana Klemensa Branickiego), kończącą od północy pierzeję zachodnią Rynku Kościuszki, zaczyna się ulica Lipowa. Jej nazwa wzięła się od szpaleru lip, który rósł wzdłuż niej w drugiej połowie XVIII wieku, ale wtedy nazywano ją jeszcze ulicą Choroską, a później Nowolipiem. W początkach XX wieku nazywała się już Lipową.
W okresie międzywojennym nazywała się ulicą marszałka Józefa Piłsudskiego, następnie generalissimusa Józefa Stalina, potem fűhrera Adolfa Hitlera, znowu generalissimusa Stalina i w końcu na powrót Lipową. Ulica w 1944 została niemal całkowicie zniszczona przez hitlerowców.
Przemieszczając się nią w kierunku zachodnim, mijamy najpierw hotel Cristal, pierwszy w powojennej Polsce hotel z prawdziwego zdarzenia w Białymstoku i docieramy do skrzyżowania z ulicami Liniarskiego i Malmeda.

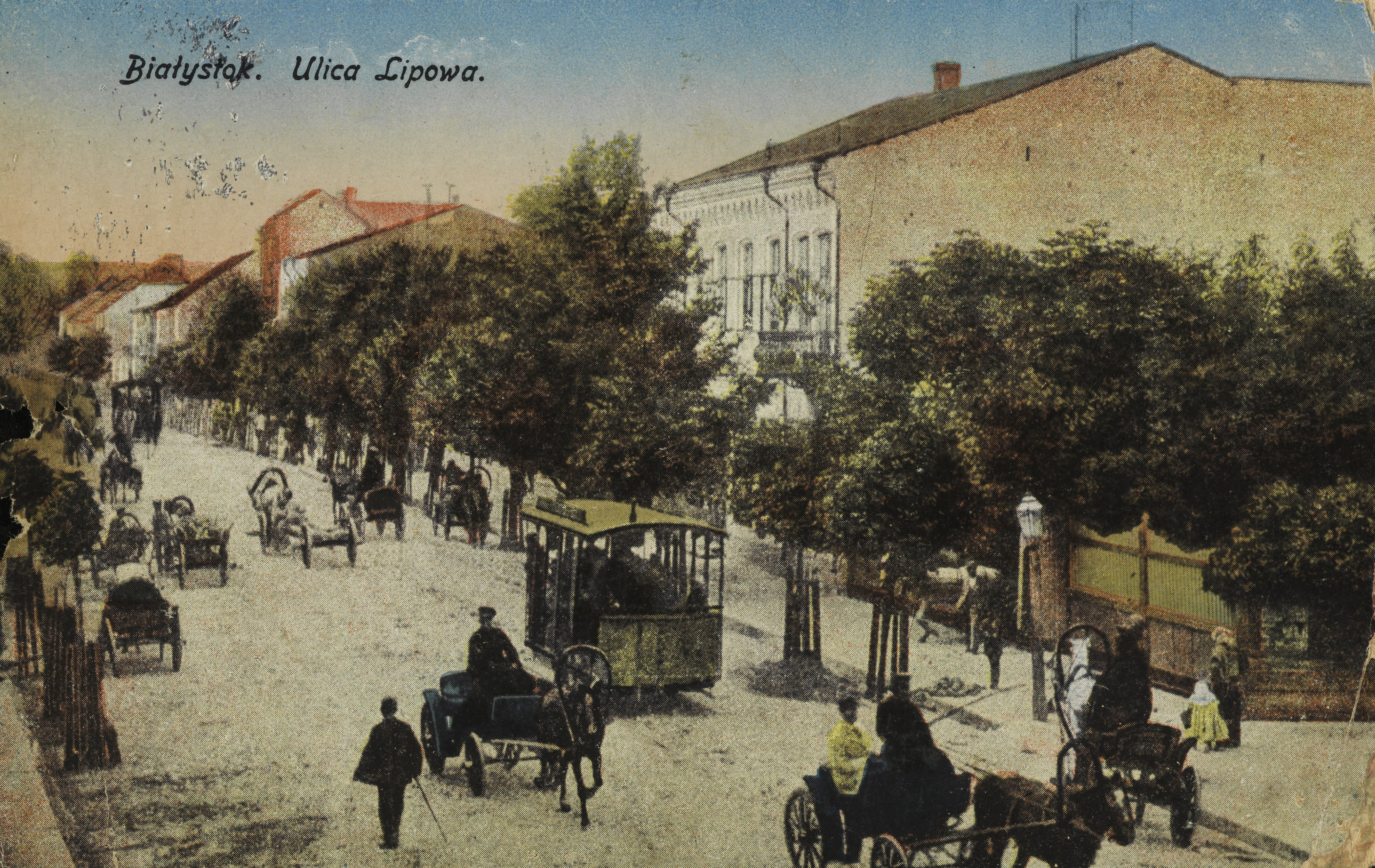
Ul. Lipowa około 1916

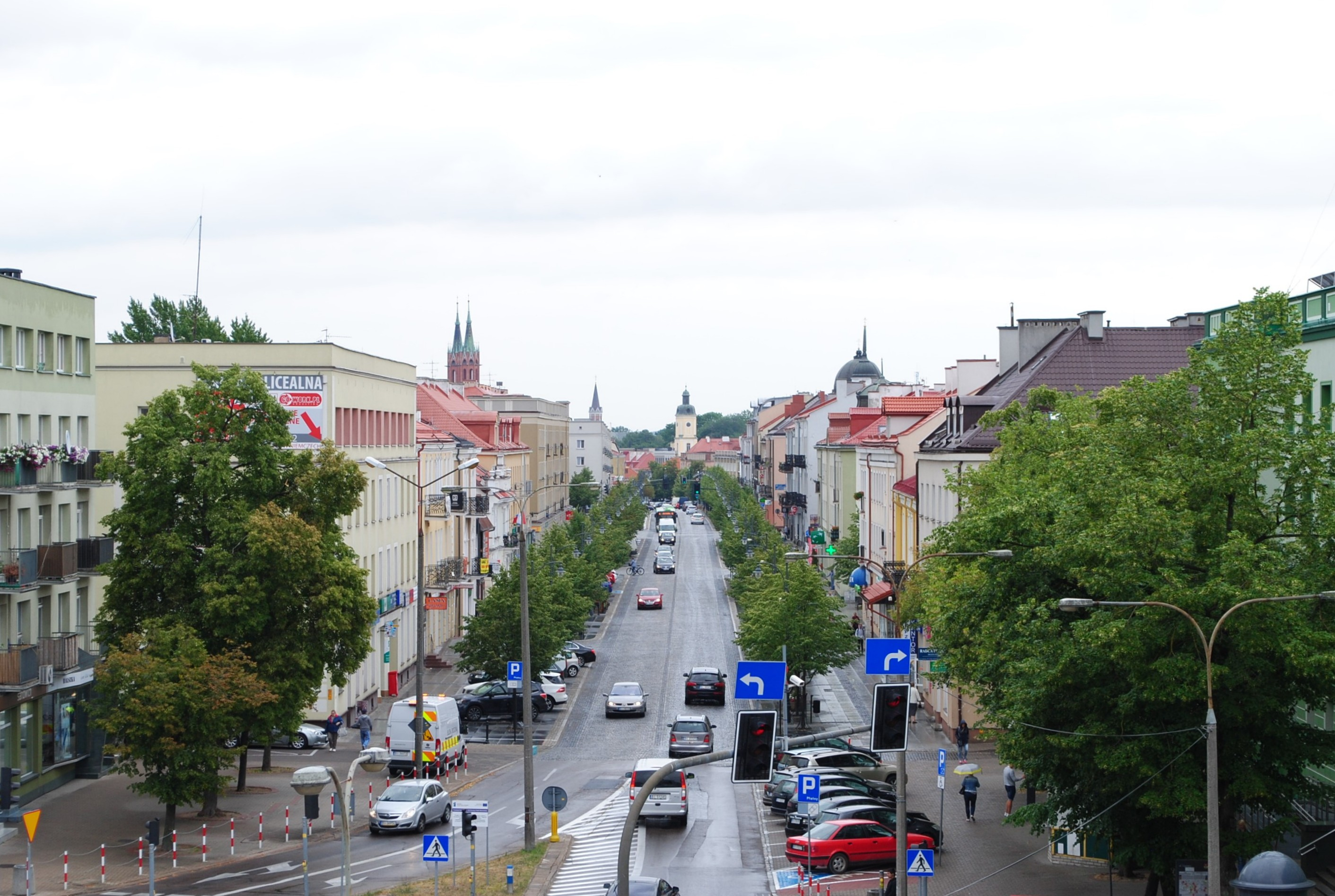
Widok ul. Lipowej od strony kościoła św. Rocha

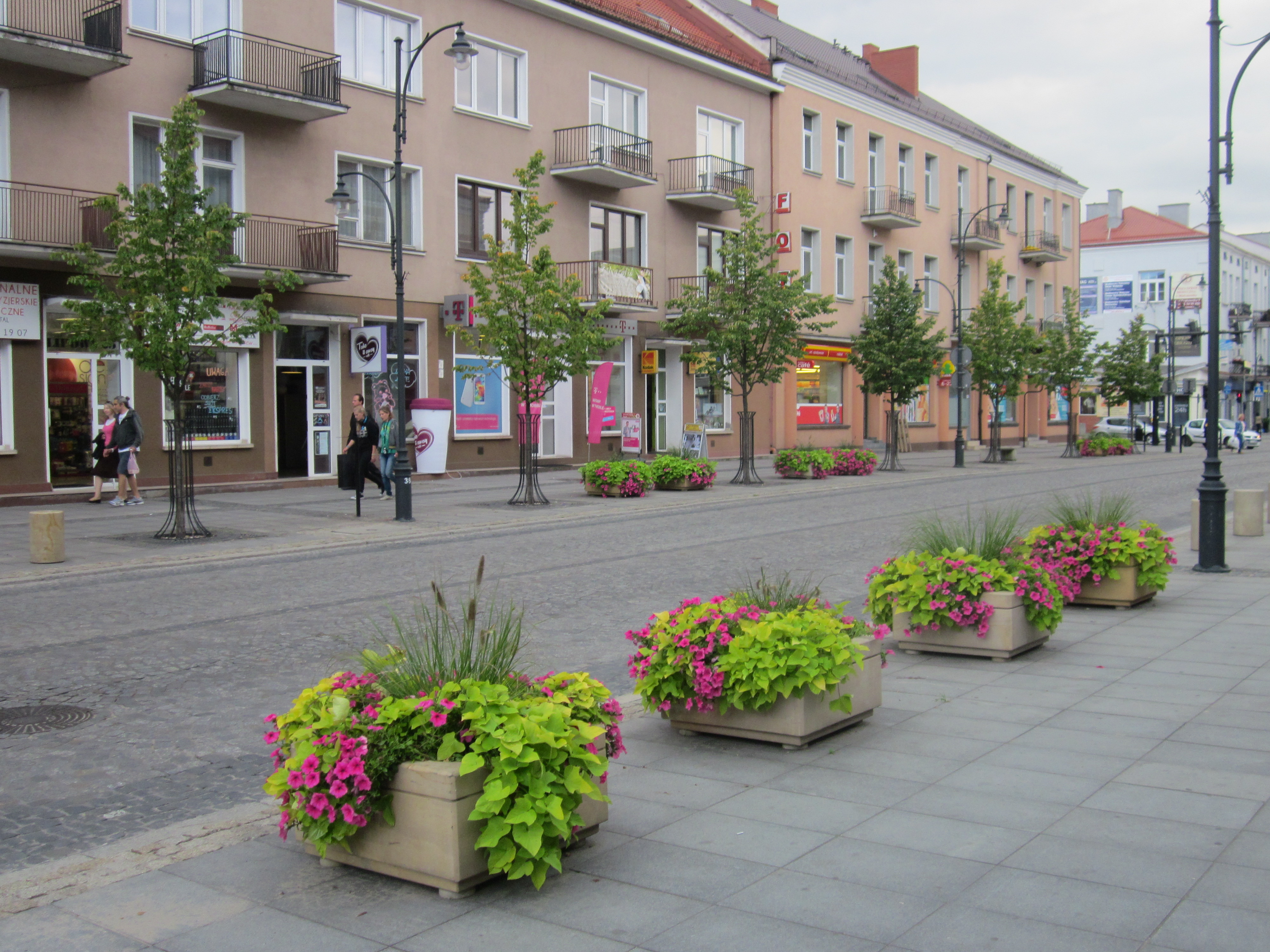
Ulica Lipowa latem

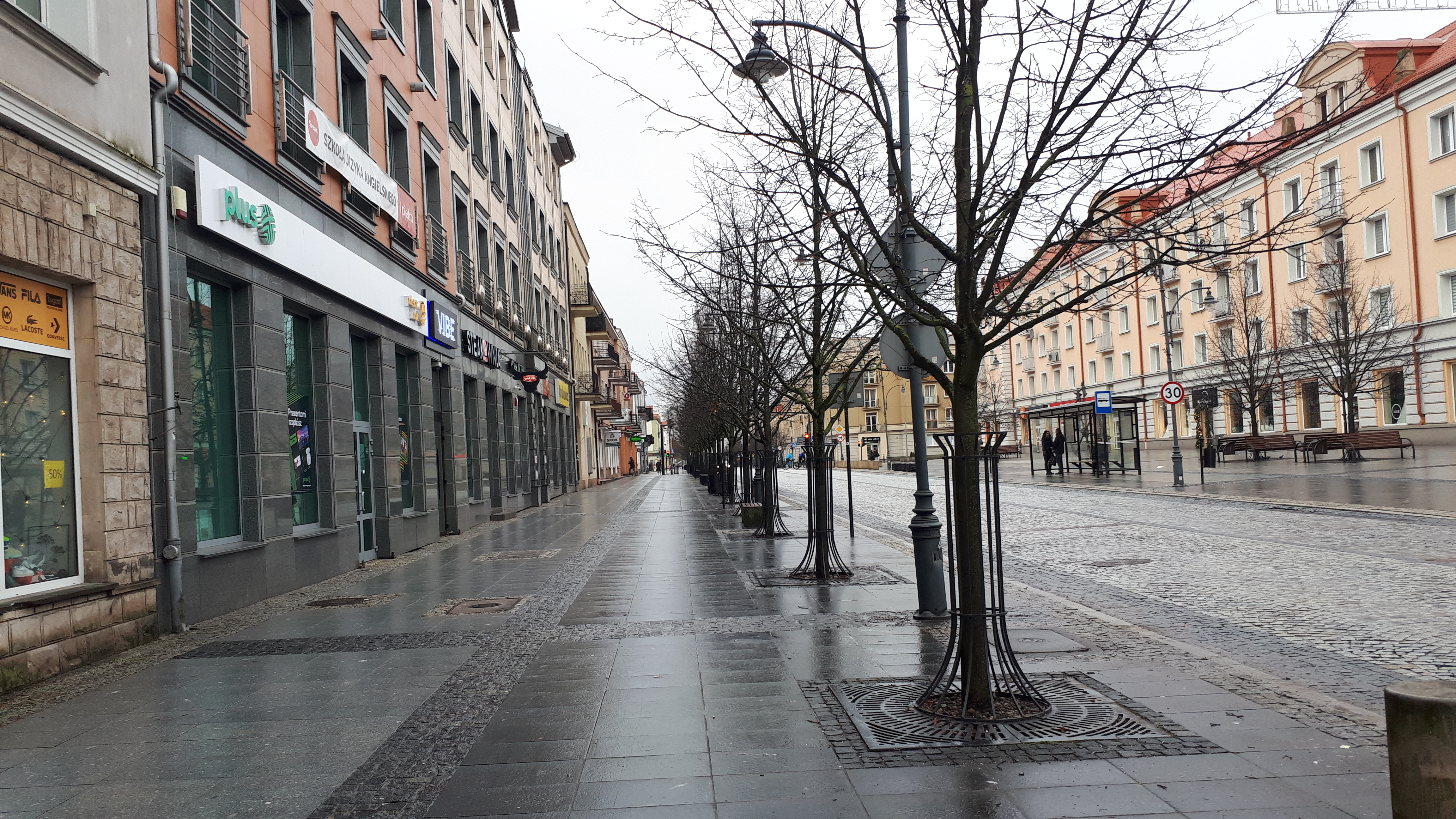
Ulica Lipowa, styczeń 2022

Po drugiej stronie ulicy Liniarskiego wznosi się cerkiew prawosławna pw. św. Mikołaja Cudotwórcy, zbudowana w latach 1843–1846. Jest to budowla klasycystyczna, zbudowana na planie greckiego krzyża. Nad skrzyżowaniem ramion wznosi się kopuła, którą nieznacznie przewyższa wieża – dzwonnica z siedmioma dzwonami, postawiona nad kruchtą. Niezbyt obszerne wnętrze, mogące pomieścić nieco ponad 600 osób, ozdobił w roku 1910 polichromią Michał Awiłow, wzorując się na freskach Wasniecowa z soboru św. Włodzimierza w Kijowie. Na sklepieniu kopuły widnieje Chrystus Pantokrator, Matka Boska i Jan Chrzciciel, a poniżej – dwunastu apostołów, prorocy, królowie i czterej ewangeliści. Ikonostas z roku 1844 zawiera ikony – głównie pędzla Małachowa – wśród których wyróżniają się tonda, czyli ikony okrągłe, przedstawiające ewangelistów, święta cerkiewne i scenę zwiastowania. Przy wrotach carskich znajdują się obrazy Jezusa Chrystusa i Matki Bożej, przy diakońskich – wizerunki archaniołów Michała i Gabriela. W piwnicach soboru znajduje się cerkiew dolna św. Serafina z Sarowa, zaprojektowana przez Michała Bałasza i urządzona w roku 1959. Od 1951 cerkiew św. Mikołaja pełni funkcję katedry diecezjalnej, jest też siedzibą parafii św. Mikołaja. Przy cerkwi ma swoją siedzibę administracja prawosławnej diecezji białostocko-gdańskiej, Centrum Kultury Prawosławnej oraz Katedra Teologii Prawosławnej Uniwersytetu w Białymstoku.
Przed cerkwią ul. Lipowa krzyżuje się z ulicą Malmeda prowadzącą do niewielkiego skwerku. Stoi tam pomnik Ludwika Zamenhofa, twórcy międzynarodowego języka esperanto, który urodził się w Białymstoku w 1859 roku.

Ulica Lipowa biegnie dalej na zachód ku kościołowi św. Rocha. Idąc nią, mijamy budynek, w którym powstał pierwszy w Polsce sklep samoobsługowy, kino „Pokój”, a po przeciwnej stronie ulicy secesyjny pałacyk Chaima Nowika, w którym znajduje się obecnie Wojskowa Komenda Uzupełnień, nieco odsunięty od ulicy budynek dawnej Żydowskiej Szkoły Rzemieślniczej (aktualnie Zespół Szkół Zawodowych) stanowiący przykład dzieła słynnej w latach międzywojennej tzw. białostockiej szkoły muratorskiej oraz – po drugiej stronie – bardzo ładną, neoklasycystyczną kamieniczkę z kariatydami podtrzymującymi balkon.
Ulica kończy swój bieg na placu Niepodległości im. Romana Dmowskiego, nad którym dominuje wzniesiony na niewielkim wzgórzu morenowym kościół parafialny pod wezwaniem św. Rocha. Jest to jeden z pierwszych na świecie kościołów modernistycznych, zbudowany w latach 1927–1946 według projektu profesora Politechniki Warszawskiej, Oskara Sosnowskiego, pomyślany jako wotum za odzyskanie niepodległości. Poprzednio w miejscu tym stała kapliczka cmentarna także pw. św. Rocha, ufundowana w 1748 roku przez Jana Klemensa Branickiego.

Korpus główny świątyni jest ośmioboczny, z wysokimi, wąskimi oknami, z attyką zasłaniającą płaski dach i smukłą wieżą, wysoką na 83 metry, zwieńczoną figurą Matki Boskiej. Wnętrze kościoła uderza surowym wystrojem. Szklane sklepienie z witrażowym gołębiem symbolizującym Ducha Świętego i czterema ewangelistami jest podtrzymywane przez cienkie, żelbetonowe filary. W ołtarzu głównym, zaprojektowanym przez Aleksandra Welsa, dominuje figura Chrystusa wyrzeźbiona przez Stanisława Horno-Popławskiego. Po lewej stronie – boczny ołtarz z figurą św. Antoniego dłuta Stanisława Bukowskiego, białostockiego architekta, który po II wojnie światowej dokończył dzieło Oskara Sosnowskiego. Dalej kaplica św. Rocha z rzeźbą patrona kościoła wykonaną przez Aleksandra Welsa. Między nią a nawą główną – ołtarz z obrazem św. Rocha pędzla Sylwestra Augustyna Mirysa, malarza związanego z dworem Branickich. Obraz ten został przeniesiony z rozebranej w 1926 roku XVIII – wiecznej kaplicy. Po przeciwnej stronie ołtarza głównego znajduje się drugi ołtarz boczny z figurą Matki Boskiej Mediolańskiej oraz kaplica z kopią obrazu Matki Boskiej Ostrobramskiej i krucyfiksem wykonanym przez Bolesława Bałzukiewicza.

Cały kościół otoczony jest murem z czterema wieżyczkami. Nad wejściem głównym od strony ulicy Lipowej stoi rzeźba Chrystusa Dobrego Pasterza otoczonego stadkiem owiec – także dzieło Stanisława Horno-Popławskiego. Z tego miejsca widać dobrze całą ulicę Lipową i duży fragment otaczającego ją śródmieścia.

## Ważniejsze budynki
Przy ulicy Lipowej znajdują się m.in.:
- ul. Lipowa 3 – Hotel Cristal (róg Liniarskiego),
- ul. Lipowa 12 – pierwszy w Polsce sklep samoobsługowy, otwarty 1 czerwca 1956 i nazwany trzyliterowym skrótem SAM od słowa samoobsługowy[5],
- ul. Lipowa 14 – Kino Pokój (róg ul. Nowy Świat),
- ul. Lipowa 15 – Sobór św. Mikołaja,
- ul. Lipowa 24 – Willa pod Kariatydami
- ul. Lipowa 32 – I Komisariat Policji
- ul. Lipowa 35 – pałac Ch. Nowika – WKU w Białymstoku
- ul. Lipowa 51 – Regionalna Dyrekcja Lasów Państwowych w Białymstoku

## Galeria zdjęć

Wybrane obiekty:
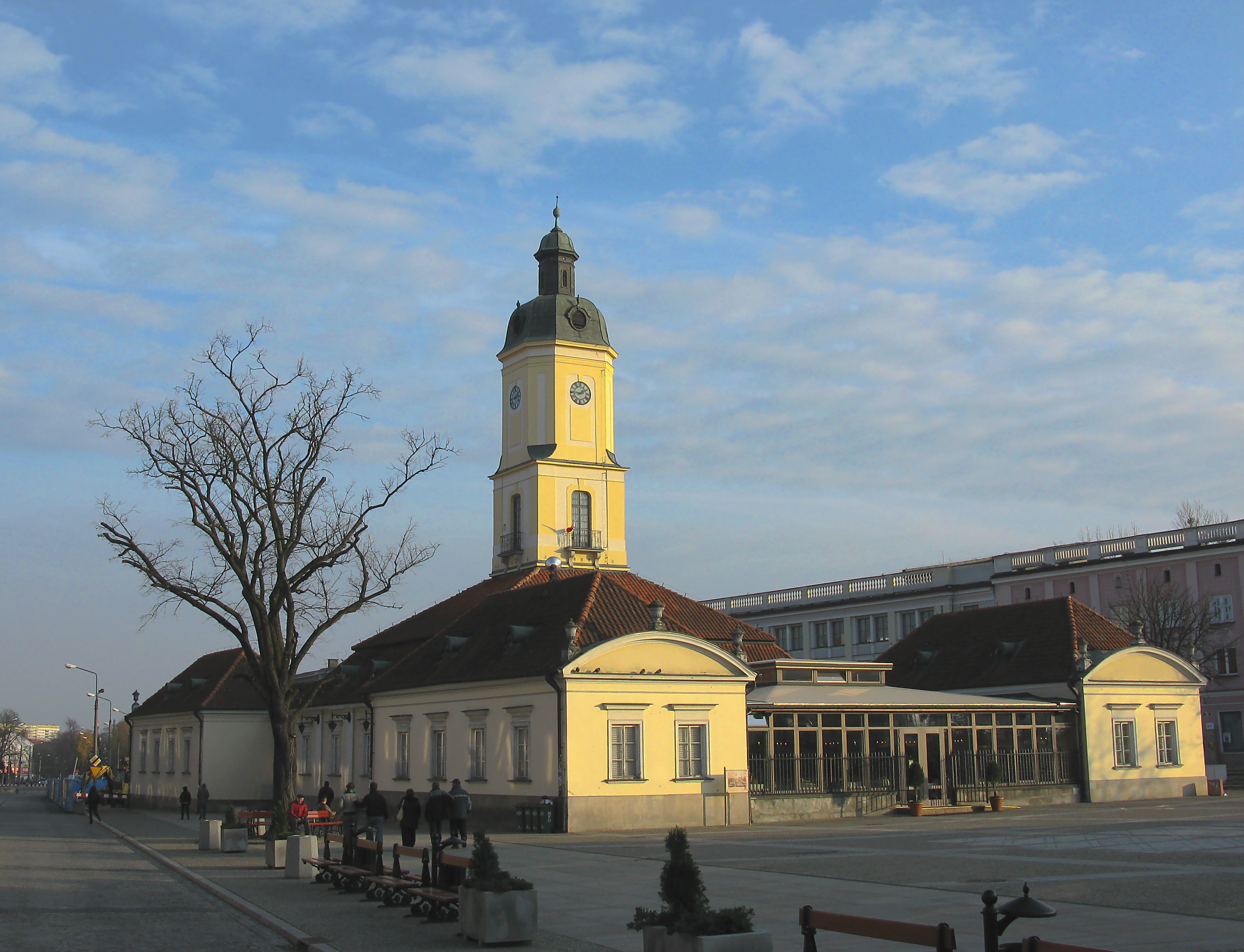
Widok Ratusza od strony ul. Lipowej
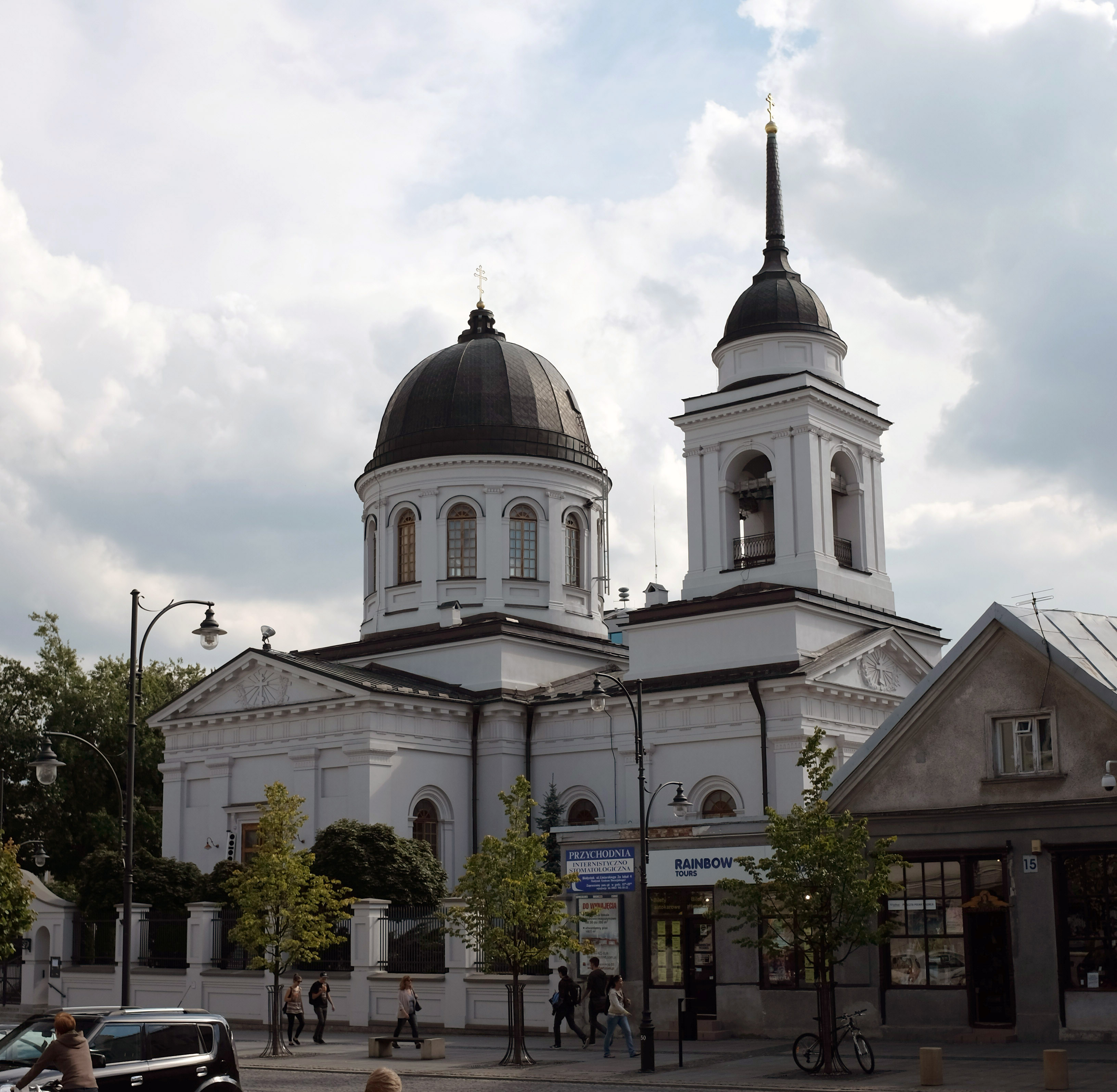
Sobór św. Mikołaja od strony ul. Lipowej
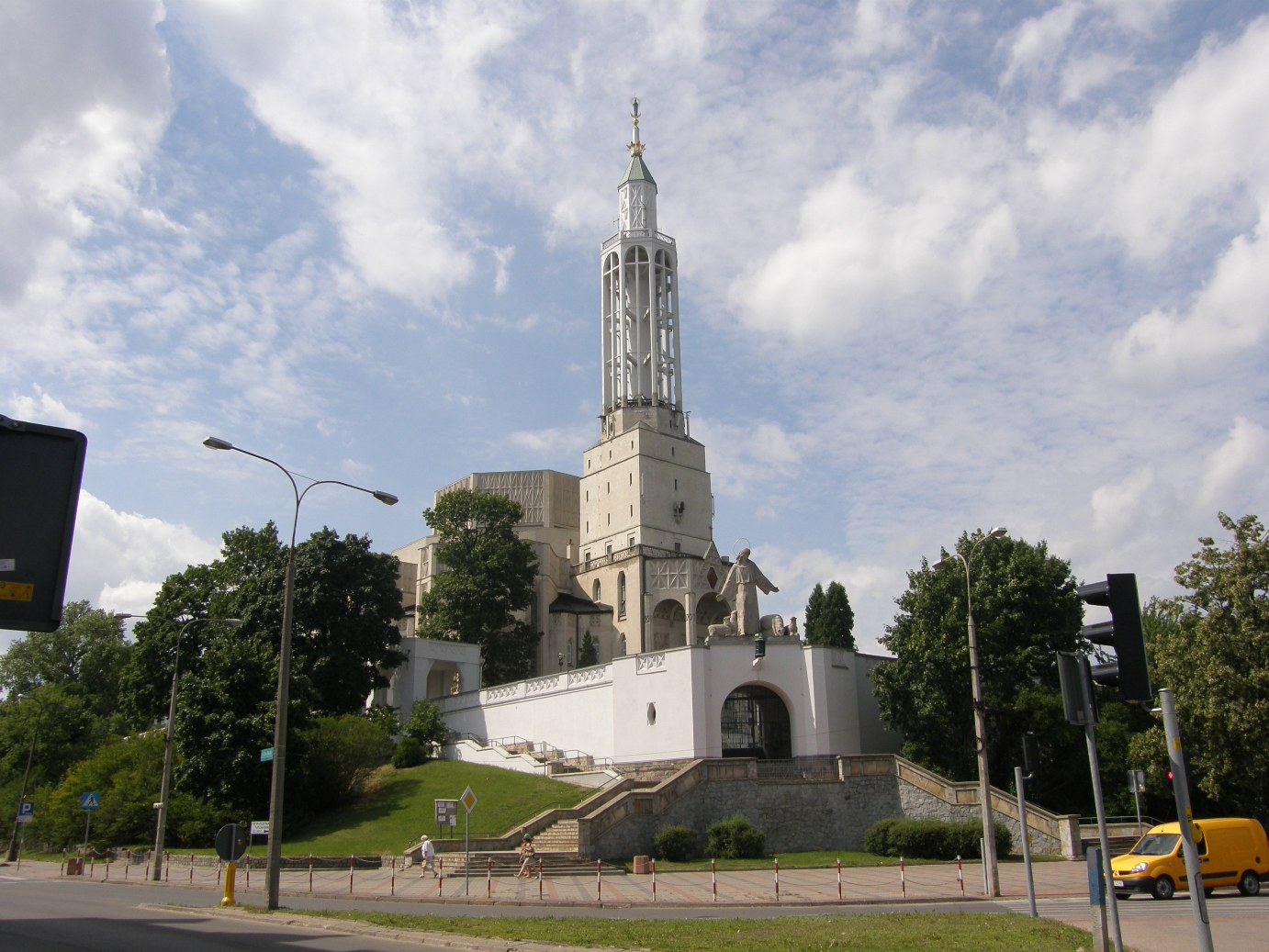
Kościół św. Rocha (stojący na wylocie ul. Lipowej)
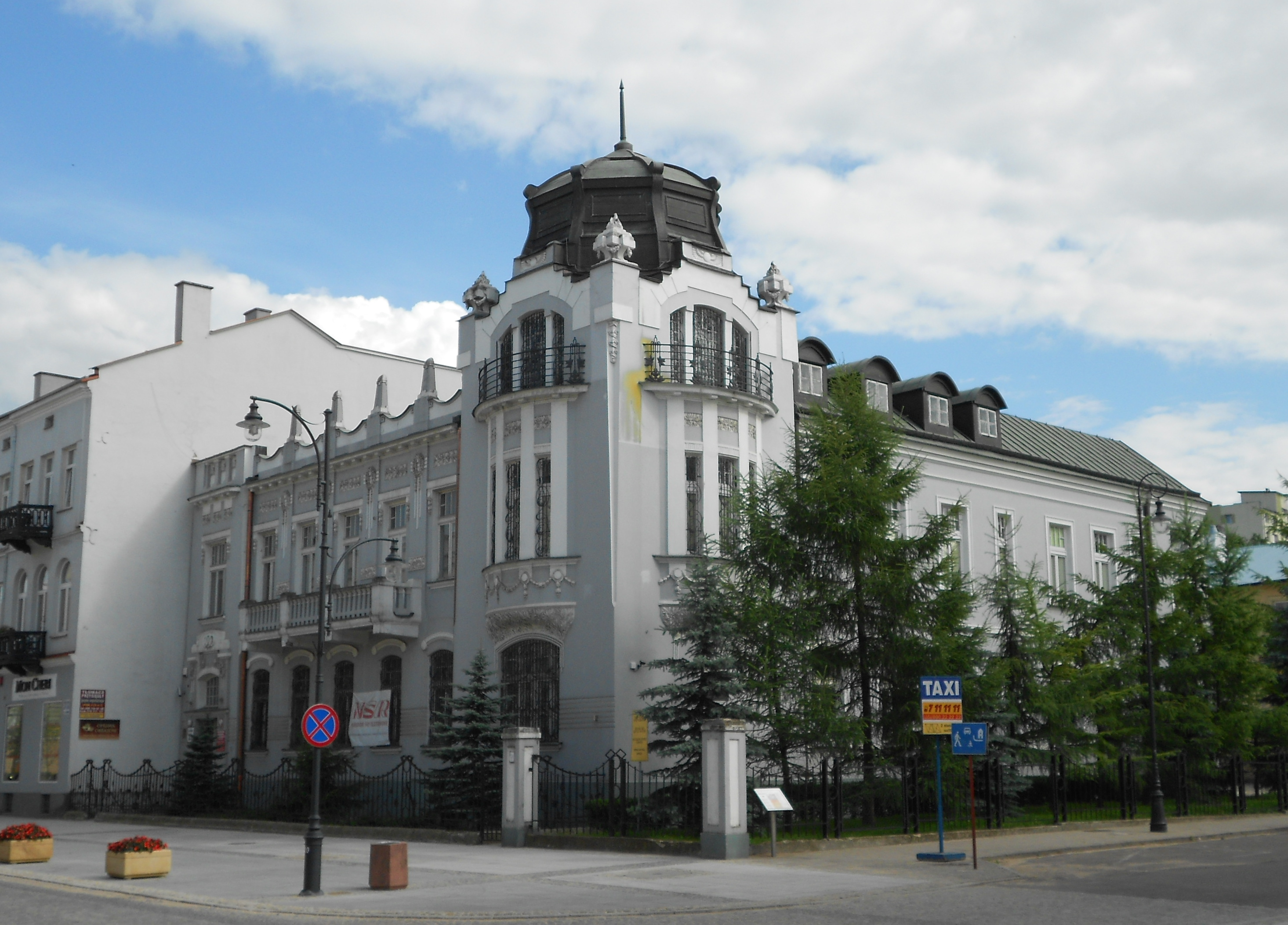
Pałac Nowika od strony ul. Lipowej
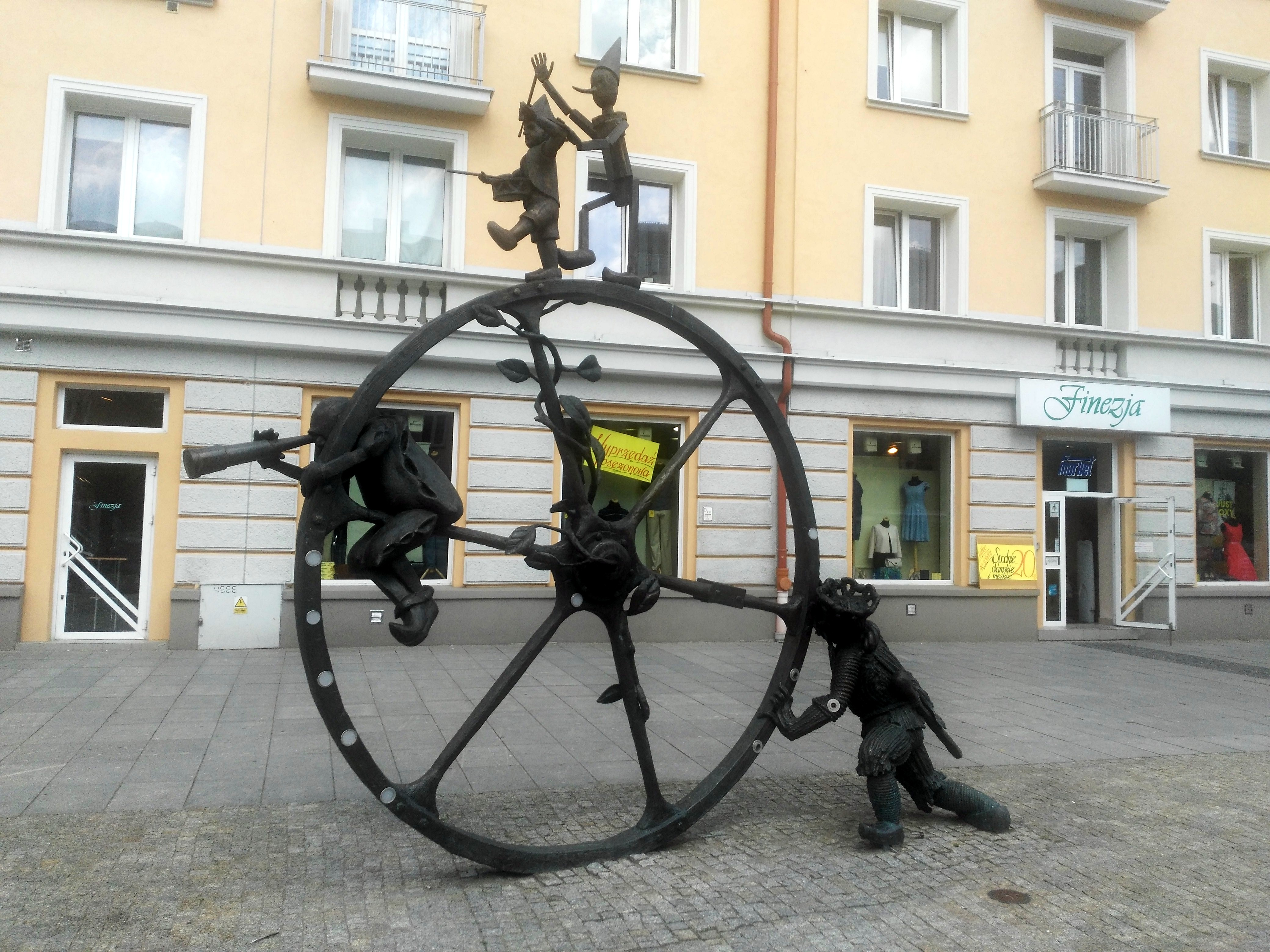
Podróż – rzeźba uliczna
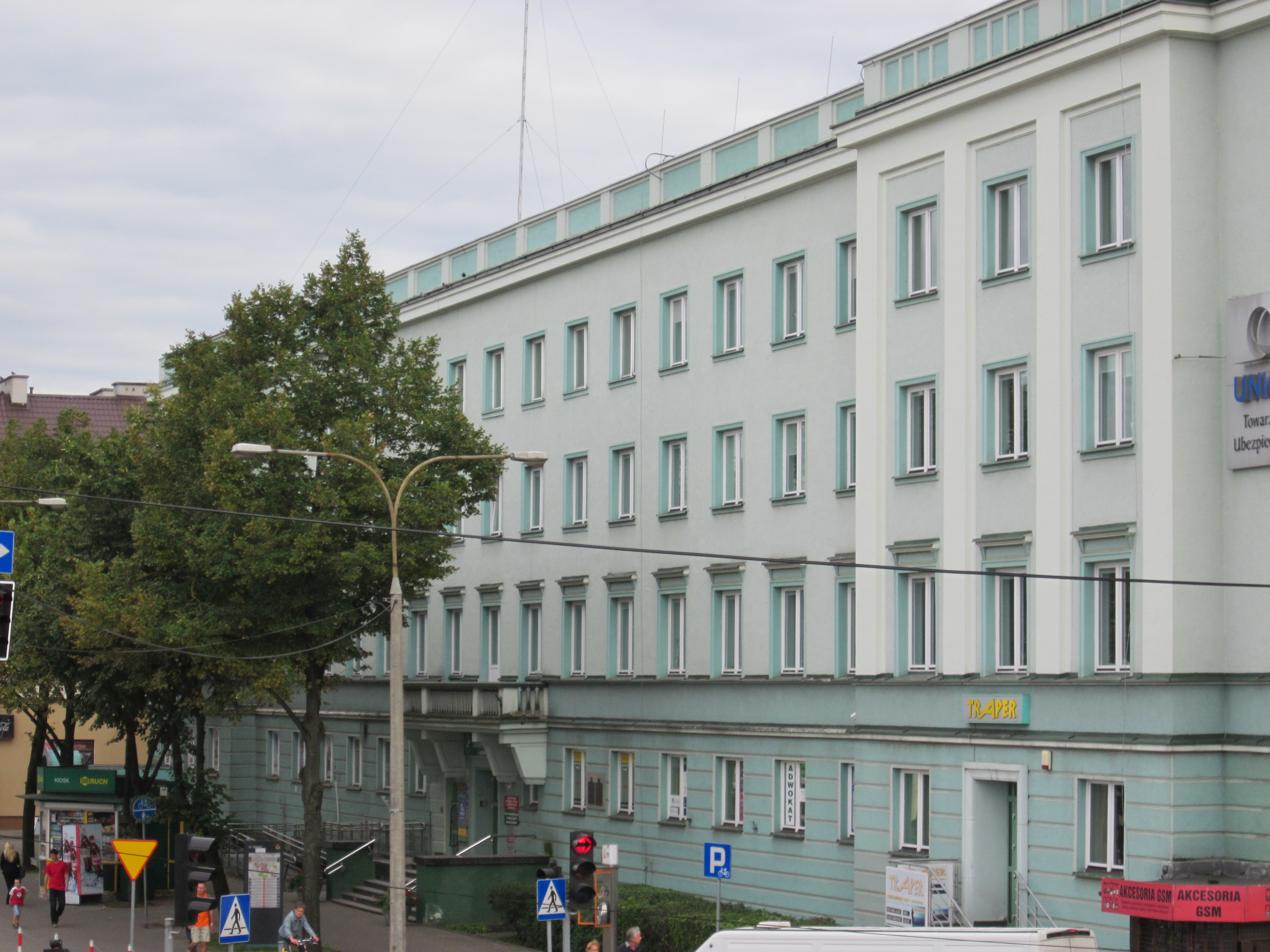
Dyrekcja Lasów Państwowych w Białymstoku

Wybrane kamienice i domy:
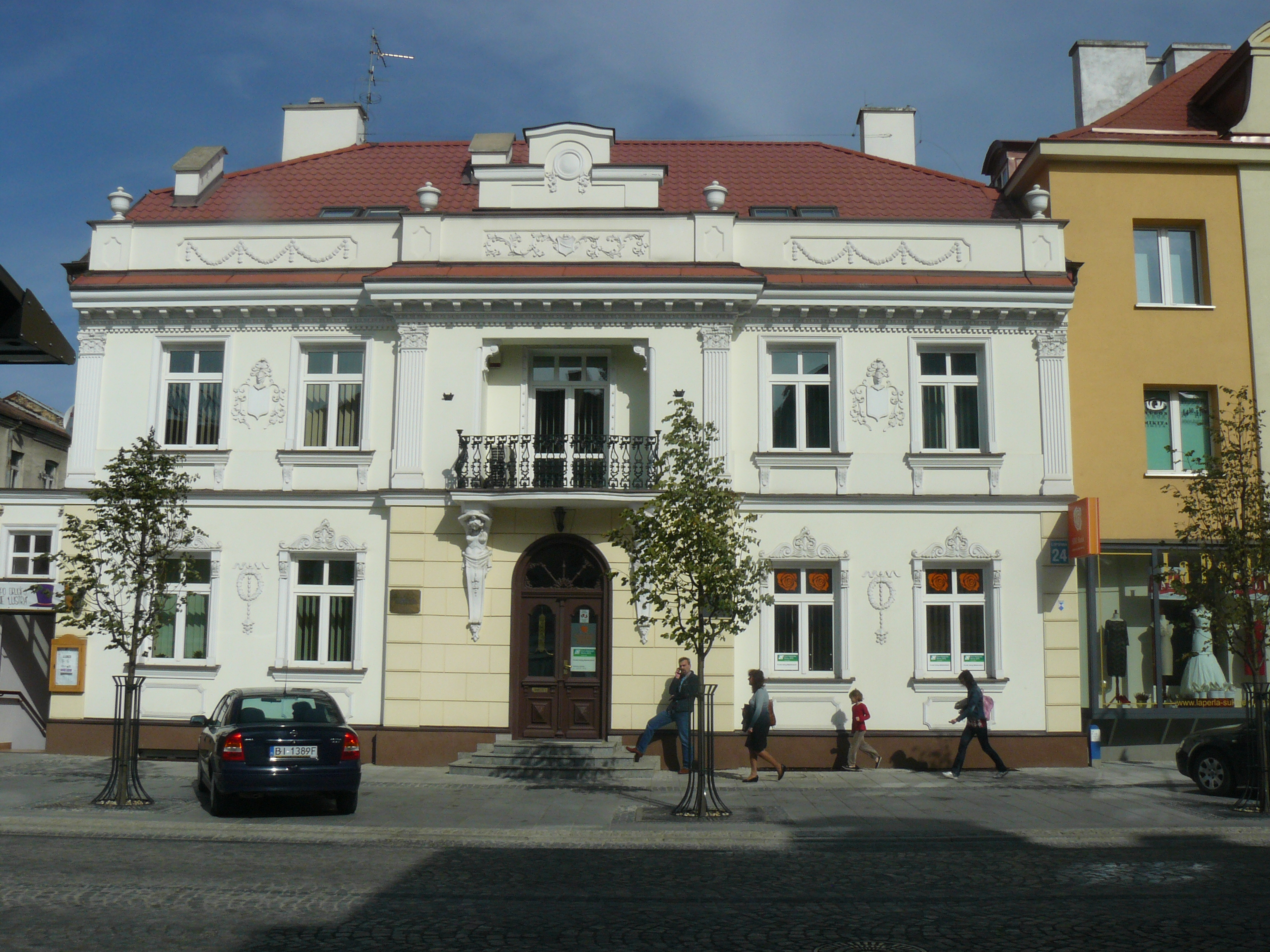
Willa pod Kariatydami
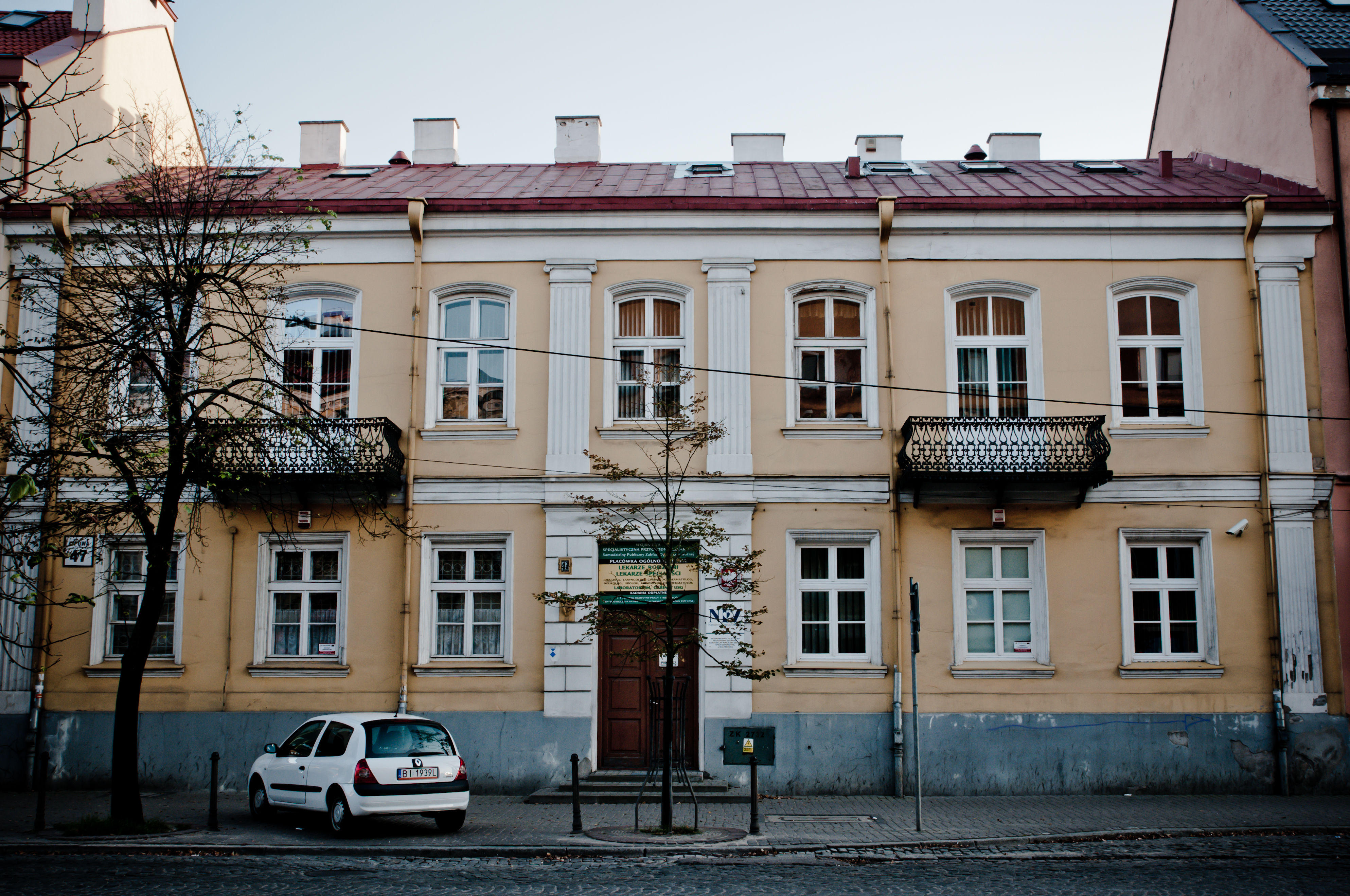
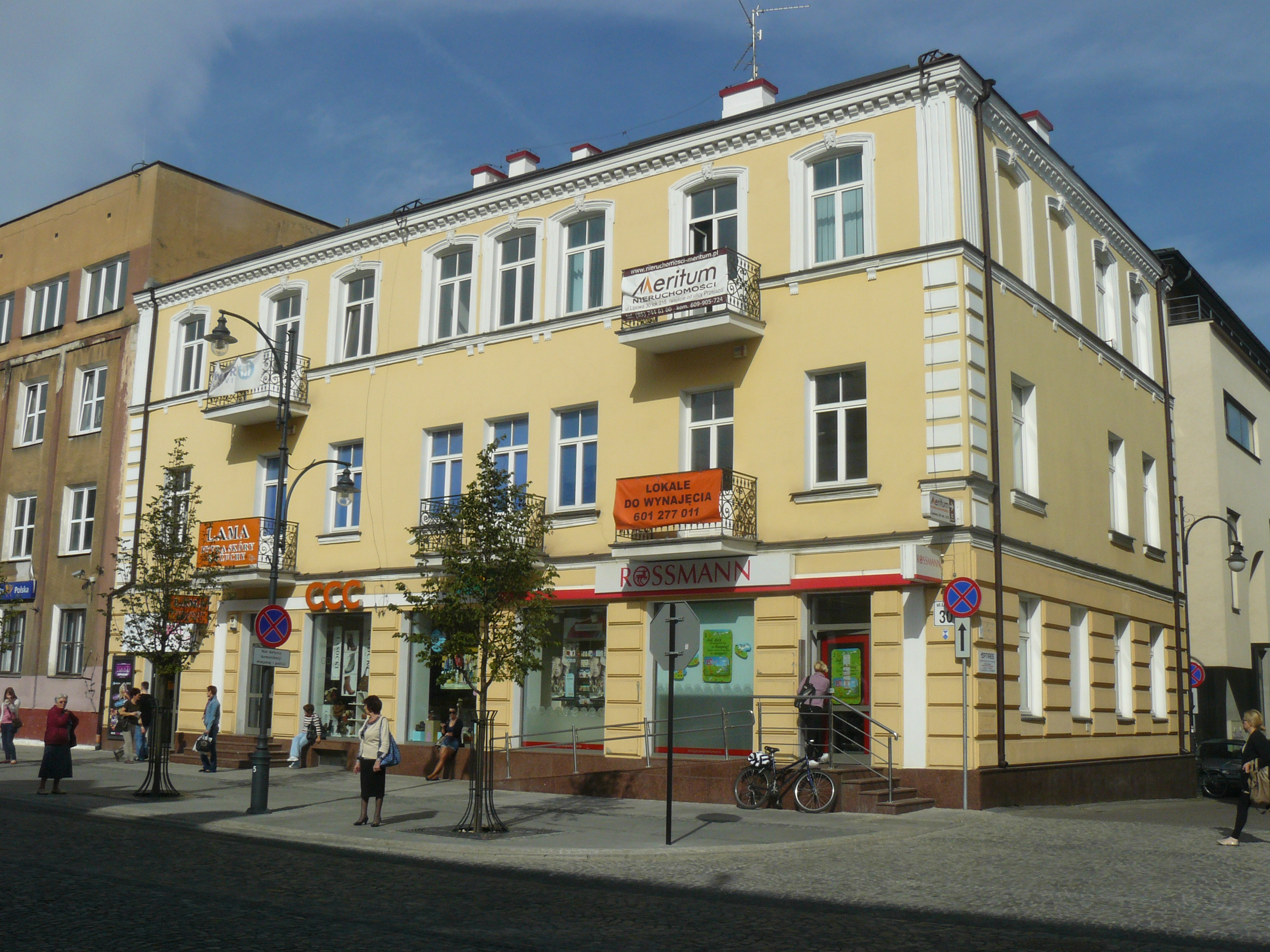
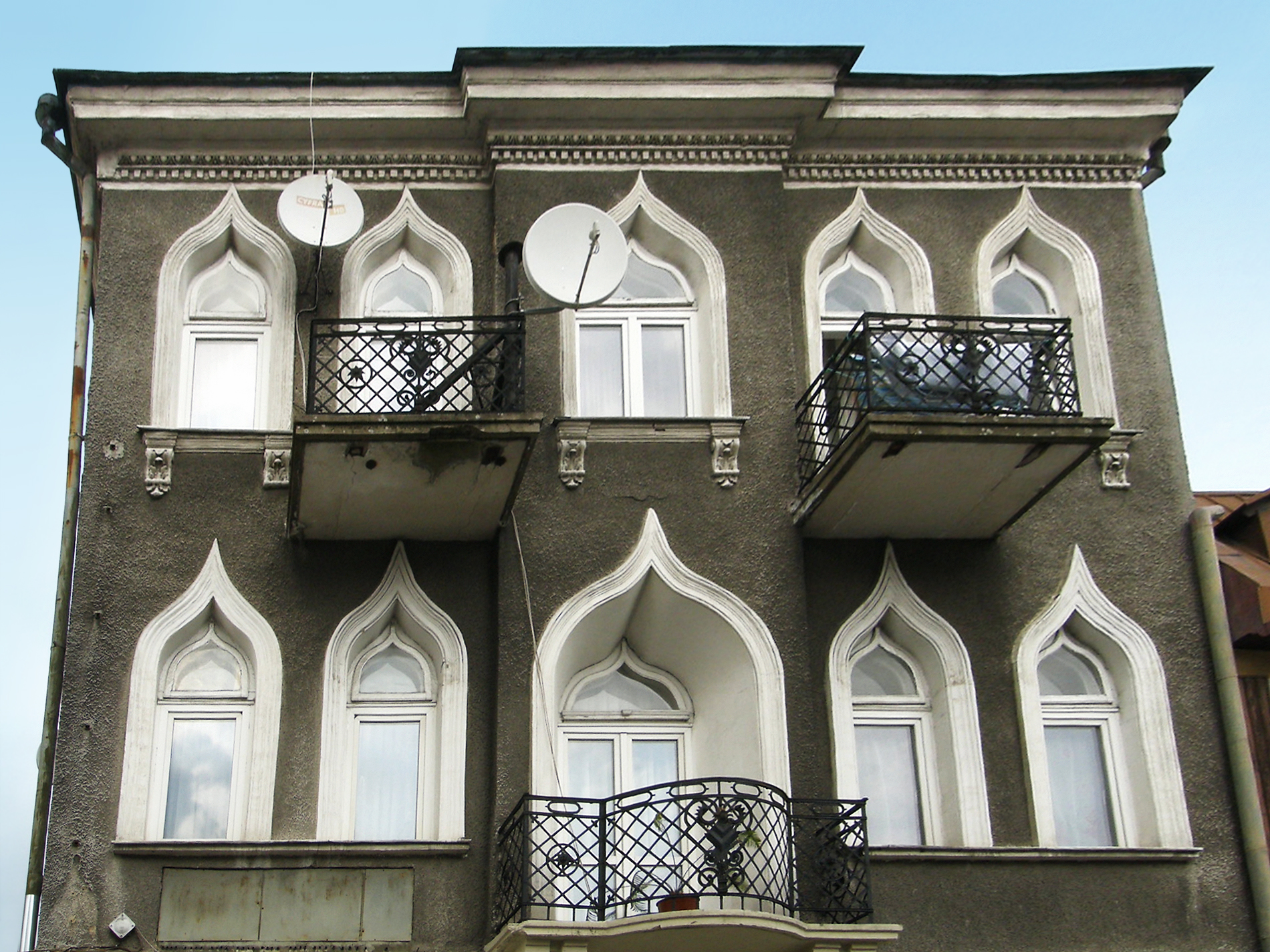
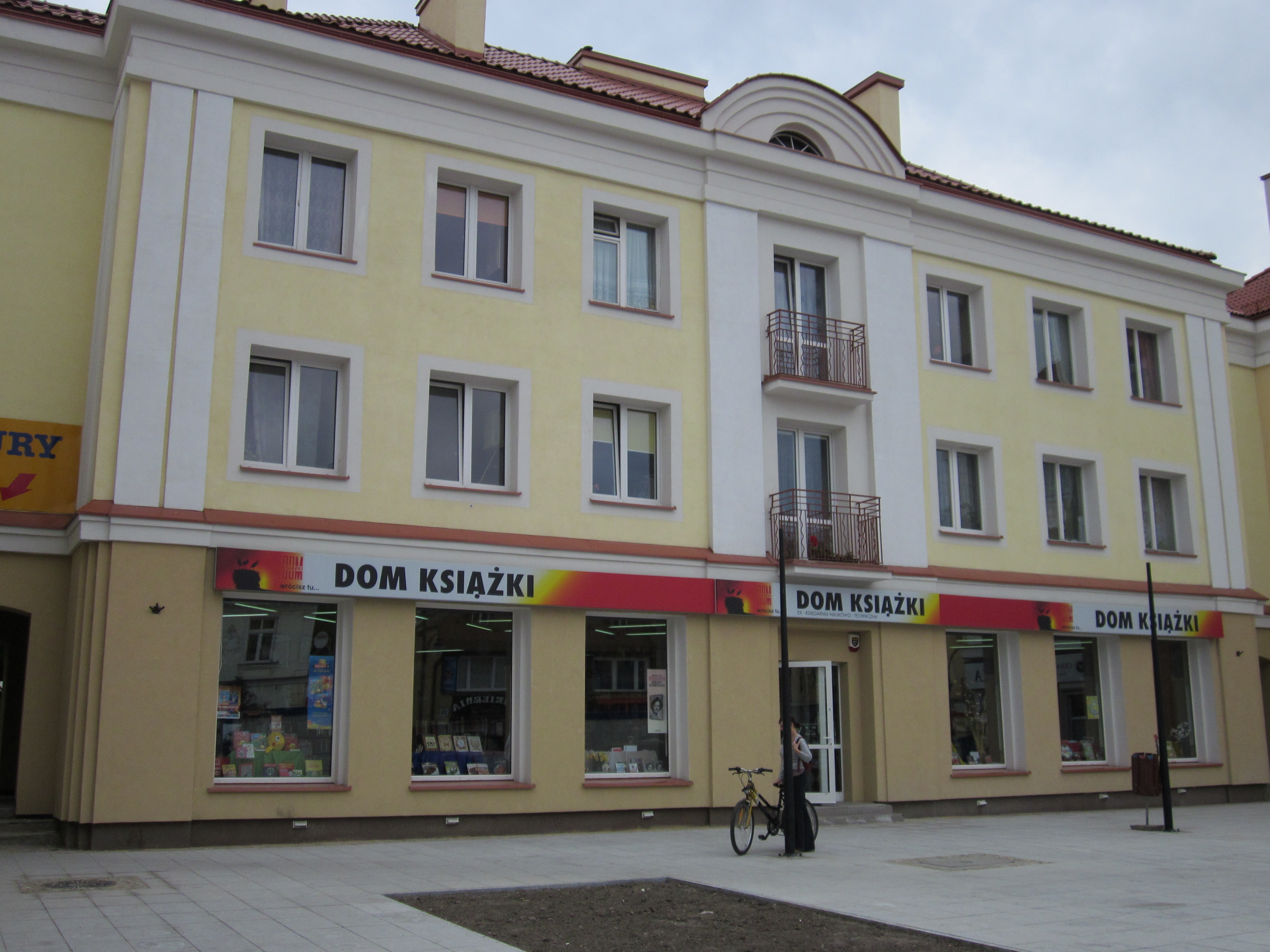
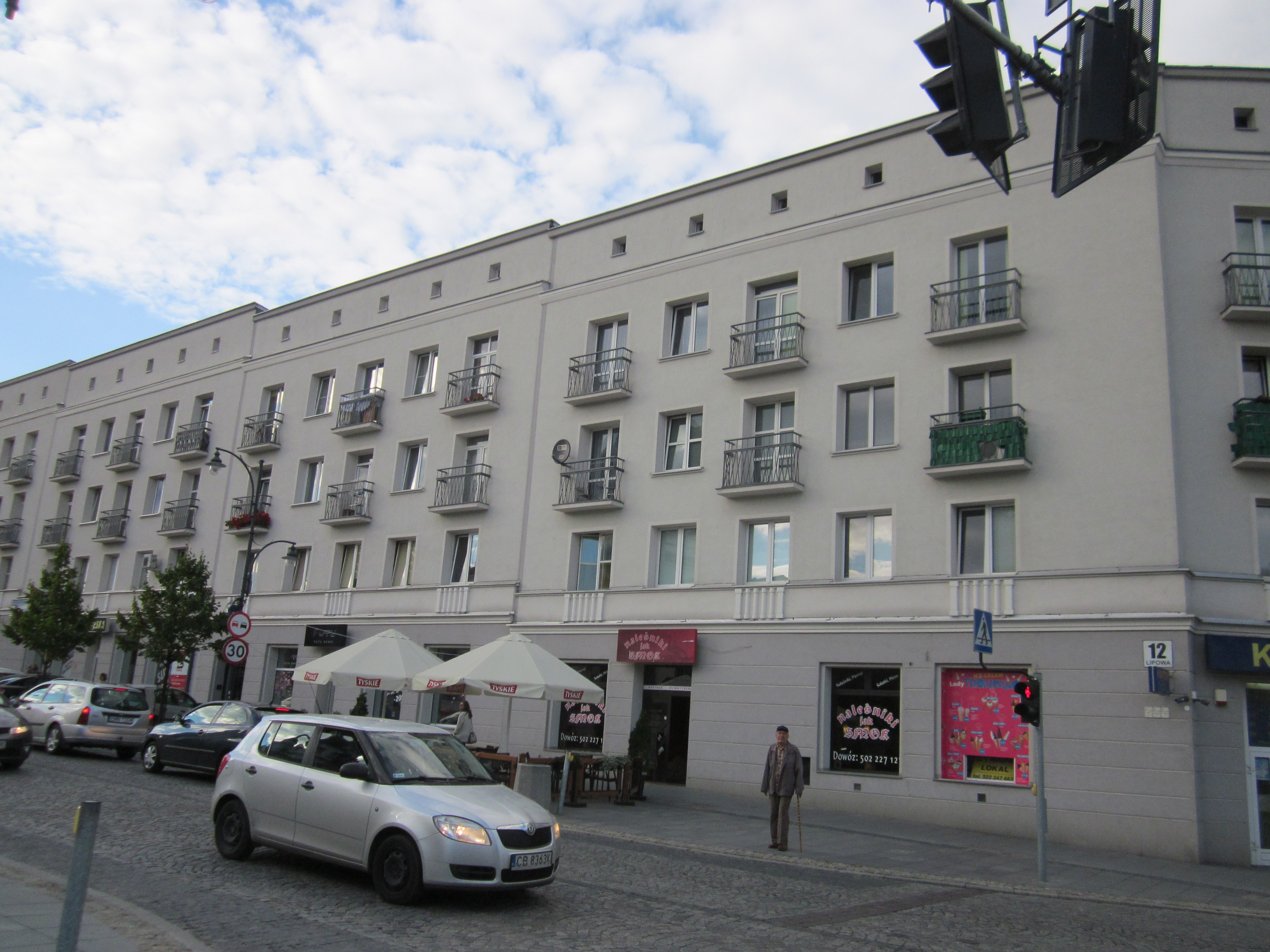
Budynek nr 12 przy ul. Lipowej